# (3349) Manas
(3349) Manas est un astéroïde de la ceinture principale.
Il a été ainsi baptisé en référence à l'épopée kirghiz Manas le généreux, qui retrace l'histoire de ce peuple en plus de 500 000 vers.